# Port Tobacco Village
Port Tobacco Village è un comune degli Stati Uniti d'America, situato nello stato del Maryland, nella contea di Charles.